# Collegio di Surrey Heath
Surrey Heath è un collegio elettorale inglese situato nel Surrey rappresentato alla Camera dei comuni del parlamento del Regno Unito. Elegge un membro del parlamento con il sistema maggioritario a turno unico; l'attuale parlamentare è Al Pinkerton dei Liberal Democratici, che rappresenta il collegio dal 2024.

## Profilo
In termini di edilizia, il 70% delle abitazioni sono autonome o semi-autonome, secondo il censimento del 2011; la percentuale di abitazioni autonome (il 45,2%) era all'epoca la seconda più alta del Sud Est, dietro a New Forest. L'area è ben collegata all'Aeroporto di Londra-Heathrow e ai centri di IT, telecomunicazioni e logistici dei corridoi delle Motorway M3 e M4, oltre che alle cittadine militari di Aldershot e Sandhurst. Farnborough, con la sua base di aviazione privata civile che offre anche servizi militari, si trova nelle vicinanze, come anche l'aeroporto di Blackbushe.
I disoccupati e i cercanti occupazione, nel novembre 2012, erano significativamente più bassi in percentuale della media nazionale del 3,8%, con l'1,7% della popolazione senza lavoro in base a una statistica condotta da The Guardian.
Il collegio è uno dei più sicuri per il partito conservatore, con quasi tutti i ward saldamente nel suo controllo, con l'eccezione del ward di Old Dean che di solito vota laburista a livello locale. Secondo il British Election Study, Surrey Heath è il seggio più di destra dell'intero Regno Unito.

## Estensione

Surrey Heath dal 2010 al 2024

Surrey Heath occupa il quadrante nord-occidentale della contea. 
Dal 2010 al 2024 comprendeva i seguenti ward elettorali:
- Bagshot, Bisley, Chobham, Frimley, Frimley Green, Heatherside, Lightwater, Mytchett e Deepcut, Old Dean, Parkside, St Michaels, St Pauls, Town, Watchett, West End e Windlesham nel distretto di Surrey Heath
- Ash South e Tongham, Ash Vale, e Ash Wharf nel borgo di Guildford.

Dal 2024 include tutti i ward del borgo di Surrey Heath e il ward di Normandy and Pirbright del borgo di Guildford.
La maggiore città, che occupa sette ward, è Camberley. I grandi villaggi di Ash, Ash Vale e il piccolo villaggio di Tongham sono contigui, come anche Frimley e Frimley Green.

## Storia
Il collegio fu creato nel 1997 da gran parte dell'area dell'ex North West Surrey (che fu abolito) e da piccole parti di Woking e Guildford, che ancora esistono.
Alla creazione del seggio, fu eletto Nick Hawkins a seguito del ritiro del deputato di Surrey North West Michael Grylls, che nel 1992 aveva ottenuto un vantaggio di 28.392 voti. Uno degli oppositori alla candidatura di Hawkins fu il futuro Speaker John Bercow, che fu scelto come candidato per il collegio di Buckingham lo stesso giorno.
Nel 2004 l'associazione conservatrice del collegio, allora la più ricca della nazione, decise di ritirare il deputato Nick Hawkins nella speranza di ottenere un deputato che potesse entrare nel governo.
Il deputato dal 2005, Michael Gove, divenne poi segretario di stato per la giustizia e Lord Cancelliere.

## Membri del parlamento
| Elezione | Elezione     | Deputato     | Partito             |
| -------- | ------------ | ------------ | ------------------- |
|          | 1997         | Nick Hawkins | Conservatore        |
| 2005     | Michael Gove |              | Conservatore        |
|          | 2024         | Al Pinkerton | Liberal Democratici |

## Elezioni

### Elezioni negli anni 2020
| Partito                    | Partito                                         | Candidato                  | Risultati 4 luglio 2024 | Risultati 4 luglio 2024 |
| Partito                    | Partito                                         | Candidato                  | Voti                    | %                       |
| -------------------------- | ----------------------------------------------- | -------------------------- | ----------------------- | ----------------------- |
|                            | Lib Dem                                         | Al Pinkerton               | 21 387                  | 44,75                   |
|                            | Conservatore                                    | Ed McGuinness              | 15 747                  | 32,95                   |
|                            | Reform UK                                       | Samantha Goggin            | 6 252                   | 13,08                   |
|                            | Laburista                                       | Jess Hammersley-Rich       | 3 148                   | 6,59                    |
|                            | Verde                                           | Jon Campbell               | 1 162                   | 2,43                    |
|                            | Heritage                                        | Elizabeth Wallitt          | 92                      | 0,19                    |
|                            |                                                 |                            |                         |                         |
| Iscritti                   | Iscritti                                        | Iscritti                   | 71 934                  | 100,00                  |
| ↳ Votanti (% su iscritti)  | ↳ Votanti (% su iscritti)                       | ↳ Votanti (% su iscritti)  | 47 928                  | 66,63                   |
| ↳ Astenuti (% su iscritti) | ↳ Astenuti (% su iscritti)                      | ↳ Astenuti (% su iscritti) | 24 006                  | 33,37                   |
|                            |                                                 |                            |                         |                         |
|                            | Esito: collegio passa da Conservatore a Lib Dem |                            |                         |                         |

### Elezioni negli anni 2010
| Partito                    | Partito                                   | Candidato                  | Risultati 12 dicembre 2019 | Risultati 12 dicembre 2019 |
| Partito                    | Partito                                   | Candidato                  | Voti                       | %                          |
| -------------------------- | ----------------------------------------- | -------------------------- | -------------------------- | -------------------------- |
|                            | Conservatore                              | Michael Gove               | 34 358                     | 58,58                      |
|                            | Lib Dem                                   | Alasdair Pinkerton         | 16 009                     | 27,29                      |
|                            | Laburista                                 | Brahma Mohanty             | 5 407                      | 9,22                       |
|                            | Verdi                                     | Sharon Galliford           | 2 252                      | 3,84                       |
|                            | UKIP                                      | David Roe                  | 628                        | 1,07                       |
|                            |                                           |                            |                            |                            |
| Iscritti                   | Iscritti                                  | Iscritti                   | 81 349                     | 100,00                     |
| ↳ Votanti (% su iscritti)  | ↳ Votanti (% su iscritti)                 | ↳ Votanti (% su iscritti)  | 58 654                     | 72,10                      |
| ↳ Astenuti (% su iscritti) | ↳ Astenuti (% su iscritti)                | ↳ Astenuti (% su iscritti) | 22 695                     | 27,90                      |
|                            |                                           |                            |                            |                            |
|                            | Esito: collegio confermato a Conservatore |                            |                            |                            |

| Partito                    | Partito                                   | Candidato                  | Risultati 8 giugno 2017 | Risultati 8 giugno 2017 |
| Partito                    | Partito                                   | Candidato                  | Voti                    | %                       |
| -------------------------- | ----------------------------------------- | -------------------------- | ----------------------- | ----------------------- |
|                            | Conservatore                              | Michael Gove               | 37 118                  | 64,19                   |
|                            | Laburista                                 | Laween Atroshi             | 12 175                  | 21,06                   |
|                            | Lib Dem                                   | Ann-Marie Barker           | 6 271                   | 10,85                   |
|                            | Verdi                                     | Sharon Galliford           | 2 258                   | 3,91                    |
|                            |                                           |                            |                         |                         |
| Iscritti                   | Iscritti                                  | Iscritti                   | 80 756                  | 100,00                  |
| ↳ Votanti (% su iscritti)  | ↳ Votanti (% su iscritti)                 | ↳ Votanti (% su iscritti)  | 57 822                  | 71,60                   |
| ↳ Astenuti (% su iscritti) | ↳ Astenuti (% su iscritti)                | ↳ Astenuti (% su iscritti) | 22 934                  | 28,40                   |
|                            |                                           |                            |                         |                         |
|                            | Esito: collegio confermato a Conservatore |                            |                         |                         |

| Partito                    | Partito                                   | Candidato                  | Risultati 7 maggio 2015 | Risultati 7 maggio 2015 |
| Partito                    | Partito                                   | Candidato                  | Voti                    | %                       |
| -------------------------- | ----------------------------------------- | -------------------------- | ----------------------- | ----------------------- |
|                            | Conservatore                              | Michael Gove               | 32 582                  | 59,86                   |
|                            | UKIP                                      | Paul Chapman               | 7 778                   | 14,29                   |
|                            | Laburista                                 | Laween Atroshi             | 6 100                   | 11,21                   |
|                            | Lib Dem                                   | Ann-Marie Barker           | 4 937                   | 9,07                    |
|                            | Verdi                                     | Kimberley Lawson           | 2 400                   | 4,41                    |
|                            | Cristiano                                 | Juliana Brimicombe         | 361                     | 0,66                    |
|                            | Indipendente                              | Bob and Roberta Smith      | 273                     | 0,50                    |
|                            |                                           |                            |                         |                         |
| Iscritti                   | Iscritti                                  | Iscritti                   | 79 461                  | 100,00                  |
| ↳ Votanti (% su iscritti)  | ↳ Votanti (% su iscritti)                 | ↳ Votanti (% su iscritti)  | 54 431                  | 68,50                   |
| ↳ Astenuti (% su iscritti) | ↳ Astenuti (% su iscritti)                | ↳ Astenuti (% su iscritti) | 25 030                  | 31,50                   |
|                            |                                           |                            |                         |                         |
|                            | Esito: collegio confermato a Conservatore |                            |                         |                         |

| Partito                    | Partito                                   | Candidato                  | Risultati 6 maggio 2010 | Risultati 6 maggio 2010 |
| Partito                    | Partito                                   | Candidato                  | Voti                    | %                       |
| -------------------------- | ----------------------------------------- | -------------------------- | ----------------------- | ----------------------- |
|                            | Conservatore                              | Michael Gove               | 31 326                  | 57,64                   |
|                            | Lib Dem                                   | Alan Hilliar               | 14 037                  | 25,83                   |
|                            | Laburista                                 | Matt Willey                | 5 552                   | 10,22                   |
|                            | UKIP                                      | Mark Stroud                | 3 432                   | 6,31                    |
|                            |                                           |                            |                         |                         |
| Iscritti                   | Iscritti                                  | Iscritti                   | 77 638                  | 100,00                  |
| ↳ Votanti (% su iscritti)  | ↳ Votanti (% su iscritti)                 | ↳ Votanti (% su iscritti)  | 54 347                  | 70,00                   |
| ↳ Astenuti (% su iscritti) | ↳ Astenuti (% su iscritti)                | ↳ Astenuti (% su iscritti) | 23 291                  | 30,00                   |
|                            |                                           |                            |                         |                         |
|                            | Esito: collegio confermato a Conservatore |                            |                         |                         |

### Elezioni negli anni 2000
| Partito                    | Partito                                   | Candidato                  | Risultati 5 maggio 2005 | Risultati 5 maggio 2005 |
| Partito                    | Partito                                   | Candidato                  | Voti                    | %                       |
| -------------------------- | ----------------------------------------- | -------------------------- | ----------------------- | ----------------------- |
|                            | Conservatore                              | Michael Gove               | 24 642                  | 51,49                   |
|                            | Lib Dem                                   | Rosalyn Harper             | 13 797                  | 28,83                   |
|                            | Laburista                                 | Chris Lowe                 | 7 989                   | 16,69                   |
|                            | UKIP                                      | Steve Smith                | 1 430                   | 2,99                    |
|                            |                                           |                            |                         |                         |
| Iscritti                   | Iscritti                                  | Iscritti                   | 76 085                  | 100,00                  |
| ↳ Votanti (% su iscritti)  | ↳ Votanti (% su iscritti)                 | ↳ Votanti (% su iscritti)  | 47 858                  | 62,90                   |
| ↳ Astenuti (% su iscritti) | ↳ Astenuti (% su iscritti)                | ↳ Astenuti (% su iscritti) | 28 227                  | 37,10                   |
|                            |                                           |                            |                         |                         |
|                            | Esito: collegio confermato a Conservatore |                            |                         |                         |

| Partito                    | Partito                                   | Candidato                  | Risultati 7 giugno 2001 | Risultati 7 giugno 2001 |
| Partito                    | Partito                                   | Candidato                  | Voti                    | %                       |
| -------------------------- | ----------------------------------------- | -------------------------- | ----------------------- | ----------------------- |
|                            | Conservatore                              | Nick Hawkins               | 22 401                  | 49,67                   |
|                            | Lib Dem                                   | Mark Lelliott              | 11 582                  | 25,68                   |
|                            | Laburista                                 | James Norman               | 9 640                   | 21,37                   |
|                            | UKIP                                      | Nigel Hunt                 | 1 479                   | 3,28                    |
|                            |                                           |                            |                         |                         |
| Iscritti                   | Iscritti                                  | Iscritti                   | 75 801                  | 100,00                  |
| ↳ Votanti (% su iscritti)  | ↳ Votanti (% su iscritti)                 | ↳ Votanti (% su iscritti)  | 45 102                  | 59,50                   |
| ↳ Astenuti (% su iscritti) | ↳ Astenuti (% su iscritti)                | ↳ Astenuti (% su iscritti) | 30 699                  | 40,50                   |
|                            |                                           |                            |                         |                         |
|                            | Esito: collegio confermato a Conservatore |                            |                         |                         |

## Risultati dei referendum

### Referendum sulla permanenza del Regno Unito nell'Unione europea del 2016
|             | Collegio     | Lasciare UE % | Rimanere in UE % |
| ----------- | ------------ | ------------- | ---------------- |
|             | Surrey Heath | 51,9%         | 48,1%            |
| Inghilterra | 53,3%        | 46,7%         |                  |
| Regno Unito | 51,9%        | 48,1%         |                  |